# سیارک ۱۳۹۲۸
سیارک ۱۳۹۲۸ (به انگلیسی: 13928 Aaronrogers، نامگذاری:1987UT) سیزده هزار و نهصد و بیست و هشتمین سیارک کشف شده‌است که در ۲۶ اکتبر ۱۹۸۷ کشف شد.